# Miroslava Vavrinec
Miroslava « Mirka » Vavrincová Federer, née le 1er avril 1978 à Bojnice en Tchécoslovaquie (aujourd'hui en Slovaquie), est une joueuse de tennis suisse, professionnelle de 1996 à 2002. À l'issue de cette période, elle devient la manager de Roger Federer, qu'elle rencontre aux Jeux olympiques de Sydney en 2000, et qu'elle épouse le 11 avril 2009. Ensemble, ils sont les parents de quatre enfants. 

## Biographie
Miroslava Vavrinec émigre en Suisse avec sa famille alors qu'elle a deux ans.
En 1987, elle a neuf ans quand son père l'emmène assister à un tournoi de tennis à Filderstadt. Elle y rencontre à cette occasion la championne Martina Navrátilová qui, la trouvant particulièrement athlétique, lui recommande de pratiquer le tennis. Navrátilová, informée plus tard de ses origines tchécoslovaques, lui envoie une raquette et lui arrange sa première leçon auprès d'un ami. Vavrinec s'oriente alors vers un jeu de type service-volée, à l'image de sa glorieuse aînée, et progresse régulièrement au sein de la hiérarchie mondiale.
Sélectionnée dans l'équipe suisse de Fed Cup en 1994 et en 2000, elle participe aussi aux Jeux olympiques de Sydney au cours desquels, sur le village olympique, elle fait connaissance avec son compatriote Roger Federer. Le 10 septembre 2001, au bénéfice d'un 3e tour disputé à l'US Open, elle se hisse au 76e rang mondial, le meilleur classement de sa carrière. Elle se voit néanmoins contrainte à une retraite sportive prématurée, en avril 2002, en raison d'une blessure au pied.
Elle n'a atteint aucune finale WTA au cours de sa carrière, mais elle compte quatre titres sur le circuit ITF dont trois en simple.

## Vie privée
Le 11 avril 2009, elle épouse Roger Federer dans la ville natale de celui-ci, à Bâle. Le 23 juillet suivant à Zurich, elle donne naissance à des jumelles prénommées Charlene Riva et Myla Rosa. Le 27 décembre 2013, Roger Federer annonce que sa femme, Mirka Federer est enceinte de leur troisième enfant, mais le 6 mai 2014 naissent deux nouveaux jumeaux, des garçons cette fois, que les parents nomment Leo et Lenny.

## Palmarès

### Titre en simple dames
Aucun

### Finale en simple dames
Aucune

### Titre en double dames
Aucun

### Finale en double dames
Aucune

## Palmarès ITF

### Titres en simple
| #  | Date            | Tournoi                | Surface      | Dotation | Adversaire     | Score         |
| -- | --------------- | ---------------------- | ------------ | -------- | -------------- | ------------- |
| 1. | 8 mars 1997     | Tel Aviv, Israël       | Dur          | $ 10,000 | Natalie Cahana | 6-3, 7-6      |
| 2. | 22 juin 1997    | Klosters, Suisse       | Terre battue | $ 10,000 | Evelyn Fauth   | 4-6, 7-5, 6-2 |
| 3. | 31 janvier 1999 | Clearwater, États-Unis | Dur          | $ 25,000 | Alina Jidkova  | 6-0, 7-6      |

### Finales en simple
| #   | Date              | Tournoi                  | Surface      | Dotation | Adversaire          | Score         |
| --- | ----------------- | ------------------------ | ------------ | -------- | ------------------- | ------------- |
| 1.  | 12 septembre 1994 | Cluj-Napoca, Roumanie    | Terre battue | $10,000  | Adriana Gerši       | 6-2, 6-1      |
| 2.  | 23 janvier 1995   | Båstad, Suède            | Dur          | $10,000  | Katalin Miskolczi   | 1-6, 6-2, 7-5 |
| 3.  | 8 juin 1997       | Bytom, Pologne           | Terre battue | $10,000  | Jana Pospíšilová    | 7-6, 6-7, 6-1 |
| 4.  | 4 juillet 1997    | Lohja, Finlande          | Terre battue | $10,000  | Maria Piersson      | 3-6, 6-4, 6-3 |
| 5.  | 11 janvier 1998   | Delray Beach, États-Unis | Dur          | $10,000  | Louise Latimer      | 6-2, 6-0      |
| 6.  | 24 janvier 1999   | Boca Raton, États-Unis   | Dur          | $10,000  | Stephanie Chi       | 6-1, 6-3      |
| 7.  | 14 février 1999   | Rockford, États-Unis     | Dur          | $25,000  | Samantha Smith (en) | 6-4, 6-4      |
| 8.  | 21 mars 1999      | Noda, Japon              | Dur          | $25,000  | Shinobu Asagoe      | 7-5, 6-4      |
| 9.  | 17 septembre 1999 | Mexico, Mexique          | Dur          | $25,000  | Vanessa Webb        | 1-6, 6-4, 7-6 |
| 10. | 20 août 2000      | Istanbul, Turquie        | Dur          | $50,000  | Tatiana Perebiynis  | 6-4, 6-3      |

### Titre en double
| #  | Date            | Tournoi            | Surface         | Dotation | Partenaire     | Adversaire                   | Score         |
| -- | --------------- | ------------------ | --------------- | -------- | -------------- | ---------------------------- | ------------- |
| 1. | 18 octobre 1993 | Langenthal, Suisse | Moquette (Int.) | $10,000  | Natalie Tschan | Anne de Gioanni Heidi Sprung | 6-4, 3-6, 6-1 |

### Finales en double
| #  | Date            | Tournoi                   | Surface      | Dotation | Partenaire       | Adversaire                           | Score    |
| -- | --------------- | ------------------------- | ------------ | -------- | ---------------- | ------------------------------------ | -------- |
| 1. | 25 octobre 1993 | Jūrmala, Lettonie         | Dur          | $10,000  | Aleksandra Olsza | Natalia Bondarenko Elena Tatarkova   | 7-6, 6-2 |
| 2. | 19 mars 1997    | Brixen im Thale, Autriche | Terre battue | $10,000  | Luciana Masante  | Caroline Schneider Patricia Wartusch | 6-3, 6-0 |
| 3. | 7 juin 1998     | Tachkent, Ouzbékistan     | Terre        | $50,000  | Larissa Schaerer | Melissa Mazzotta Fabiola Zuluaga     | 6-2, 6-1 |

## Parcours enGrand Chelem

### En simple dames
| Année | Open d'Australie | Open d'Australie | Internationaux de France | Internationaux de France | Wimbledon       | Wimbledon      | US Open         | US Open          |
| ----- | ---------------- | ---------------- | ------------------------ | ------------------------ | --------------- | -------------- | --------------- | ---------------- |
| 1999  | -                | -                | 1er tour (1/64)          | M. de Swardt             | -               | -              | -               | -                |
| 2000  | 2e tour (1/32)   | Barbara Schett   | 1er tour (1/64)          | R. de los Ríos           | 1er tour (1/64) | E. Likhovtseva | 1er tour (1/64) | Henrieta Nagyová |
| 2001  | 2e tour (1/32)   | Monica Seles     | 1er tour (1/64)          | F. Schiavone             | 1er tour (1/64) | Amy Frazier    | 3e tour (1/16)  | Justine Henin    |

À droite du résultat, l’ultime adversaire.

### En double dames
N'a jamais participé à un tableau final.

### En double mixte
N'a jamais participé à un tableau final.

## Parcours aux Jeux olympiques

### En simple dames
| # | Date       | Nom de l'olympiade    | Surface    | Résultat        | Ultime adversaire | Score    |          |
| - | ---------- | --------------------- | ---------- | --------------- | ----------------- | -------- | -------- |
| 1 | 19/09/2000 | Olympic Games, Sydney | Dur (ext.) | 1er tour (1/32) | Elena Dementieva  | 6-1, 6-1 | Parcours |

### En double dames
| # | Date       | Nom de l'olympiade   | Surface    | Résultat        | Partenaire           | Ultimes adversaires                 | Score    |          |
| - | ---------- | -------------------- | ---------- | --------------- | -------------------- | ----------------------------------- | -------- | -------- |
| 1 | 19/09/2000 | Olympic Games Sydney | Dur (ext.) | 1er tour (1/16) | Emmanuelle Gagliardi | Milagros Sequera María Vento-Kabchi | 6-2, 7-5 | Parcours |

## Parcours en Coupe de la Fédération
| #                                                                | Date       | Lieu       | Surface      | Gagnante(s)                         | Perdante(s)                            | Score          |          |
|                                                                  |            |            |              |                                     |                                        |                |          |
| 1994 - 1er tour (groupe mondial) - Canada - Suisse - 3 : 0       |            |            |              |                                     |                                        |                |          |
| 1                                                                | 19/07/1994 | Francfort  | Terre (ext.) | Jill Hetherington Rene Simpson      | Manuela Schwerzmann Miroslava Vavrinec | 6-2, 7-5       | Parcours |
|                                                                  |            |            |              |                                     |                                        |                |          |
| 2000 - Round robin (groupe mondial) - Slovaquie - Suisse - 1 : 2 |            |            |              |                                     |                                        |                |          |
| 2                                                                | 27/04/2000 | Bratislava | Dur (int.)   | Karina Habšudová Daniela Hantuchová | Patty Schnyder Miroslava Vavrinec      | 6-78, 6-2, 7-5 | Parcours |

## Classements WTA en fin de saison

### En simple
| Année | 1993 | 1994 | 1995 | 1996 | 1997 | 1998 | 1999 | 2000 | 2001 | 2002 |
| Rang  | 737  | 551  | 337  | 485  | 262  | 270  | 103  | 88   | 111  | 917  |

Source : (en) Classements de Miroslava Vavrinec sur le site officiel de la Fédération internationale de tennis

### En double
| Année | 1993 | 1994 | 1995 | 1996 | 1997 | 1998 | 1999 | 2000 |
| Rang  | 456  | 679  | 882  | -    | 323  | 253  | 356  | 464  |

Source : (en) Classements de Miroslava Vavrinec sur le site officiel de la Fédération internationale de tennis